# The South China Morning Post

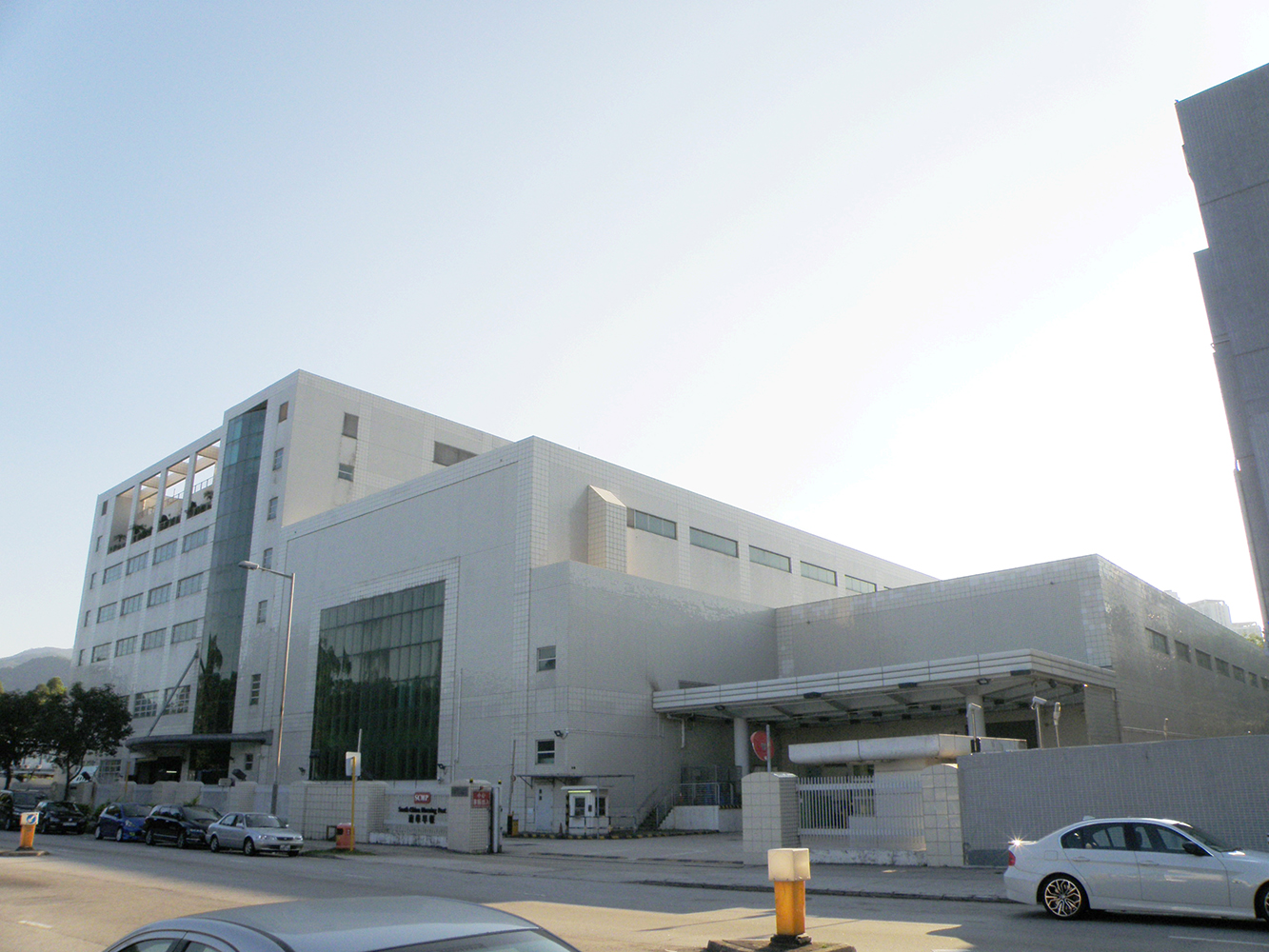
Siedziba gazety

The South China Morning Post oraz jej gazeta wydawana w niedzielę The Sunday Morning Post – anglojęzyczna gazeta wydawana z Hongkongu od 1903 roku. Należy do grupy Alibaba.
Dziennik został założony przez urodzonego w Australii rewolucjonistę z Xinhai Tse Tsan-taia i brytyjskiego dziennikarza Alfreda Cunninghama (wcześniej współpracował z takimi gazetami jak The China Mail, Hong Kong Daily Press i New York Sun). Pierwsze wydanie ukazało się 6 listopada 1903 roku. Średni dzienny nakład w roku 2016 wyniósł 100 tys. egzemplarzy. W badaniu przeprowadzonym w 2019 roku przez Chiński Uniwersytet Hongkongu The South China Morning Post okazał się być najbardziej wiarygodną płatną gazetą wydawaną w Hongkongu.
Była ona własnością News Corporation do czasu przejęcia jej przez potentata na malezyjskim rynku nieruchomości Roberta Kuoka w 1993. 5 kwietnia 2016 r. Grupa Alibaba nabyła prawa do własności medialnych grupy SCMP, w tym South China Morning Post. W styczniu 2017 r. Gary Liu dołączył do SCMP jako dyrektor generalny (CEO).